# Ulrike Guérot
Ulrike Beate Guérot (nascuda el 1964 a Grevenbroich, Alemanya) és una pensadora política alemanya amb seu a Berlín i fundadora i directora de l'European Democracy Lab (EDL). L'abril de 2016, la Universitat d'Educació Contínua de Krems va nomenar Ulrike Guérot professora de Política Europea i Estudi de la Democràcia. És la cap del Departament de Política Europea i Estudi de la Democràcia.